# Varennes (Tarn-et-Garonne)
Varennes (okzitanisch: Varenas) ist eine französische Gemeinde mit 640 Einwohnern (Stand: 1. Januar 2022) im Département Tarn-et-Garonne in der Region Okzitanien. Sie gehört zum Arrondissement Montauban und zum Kanton Tarn-Tescou-Quercy vert (bis 2015: Kanton Villebrumier). Die Einwohner werden Varennois genannt.

## Geographie
Varennes liegt etwa 14 Kilometer südsüdöstlich von Montauban. Der Tescou begrenzt die Gemeinde im Norden. Umgeben wird Varennes von den Nachbargemeinden Verlhac-Tescou im Norden und Osten, Villemur-sur-Tarn im Süden, Villebrumier im Westen sowie Saint-Nauphary im Nordwesten.

## Bevölkerungsentwicklung
| Jahr                      | 1962 | 1968 | 1975 | 1982 | 1990 | 1999 | 2006 | 2013 |
| Einwohner                 | 343  | 337  | 368  | 397  | 409  | 384  | 529  | 596  |
| Quelle: Cassini und INSEE |      |      |      |      |      |      |      |      |

## Sehenswürdigkeiten
- Kirche Sainte-Germaine, 1905 wieder errichtet

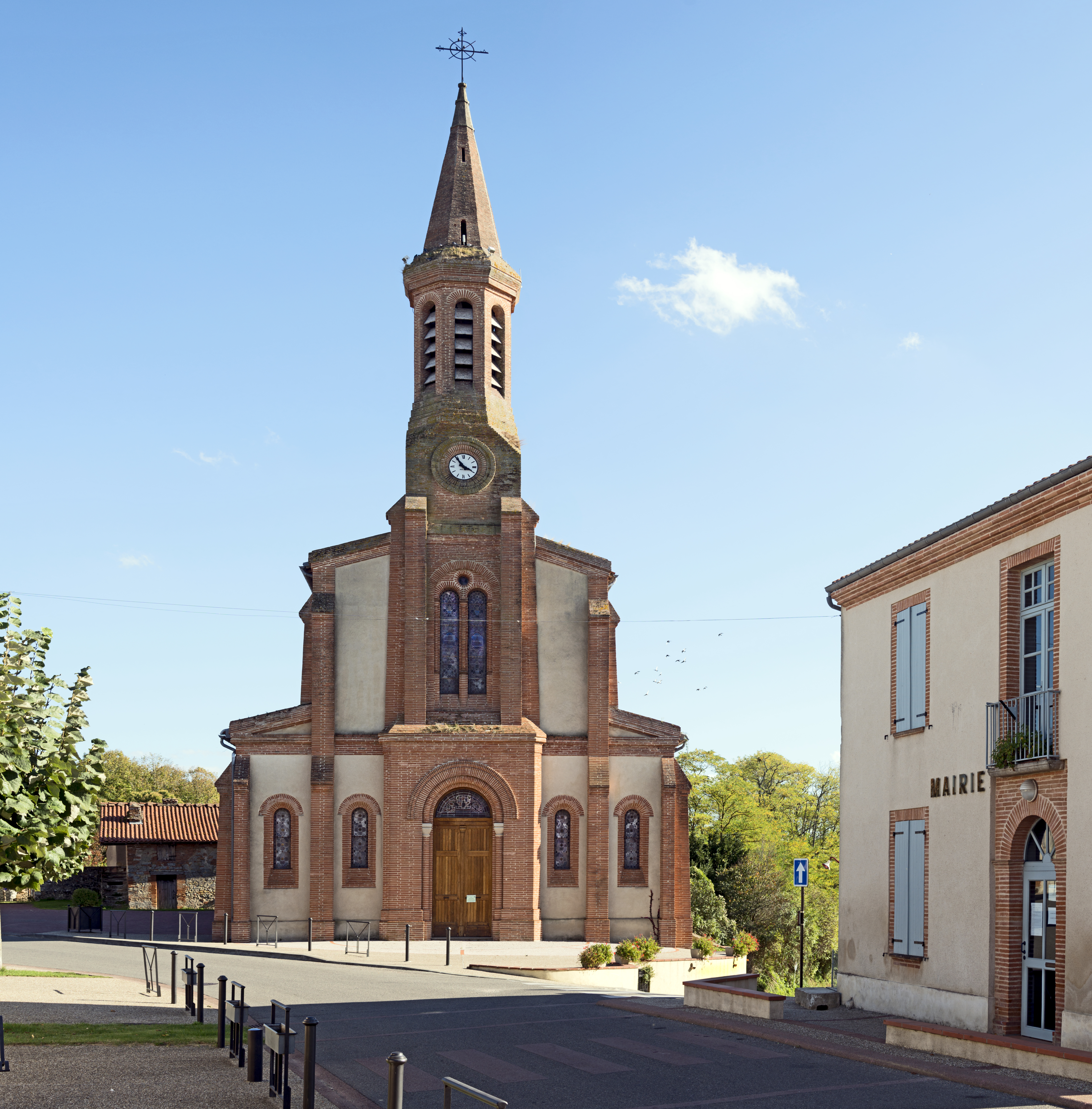
Kirche Sainte-Germaine